# Myrtle Beach Bowl
El Myrtle Beach Bowl es un bowl de fútbol americano universitario certificado por la NCAA que se juega anualmente en Conway, Carolina del Sur desde 2020 en la que están involucrados equipos de las conferencias Conference USA, Mid-American Conference y Sun Belt Conference. El contrato de afiliación con ESPN Events hace que cada conferencia mande un equipo cuatro veces en un periodo de seis años de 2020 a 2025. La Coastal Carolina University es la sede del bowl en el Brooks Stadium con capacidad para 20 000 espectadores tras la ampliación de 2019.

## Historia
En 2013, El "Grupo de las Cinco Conferencias" buscaba iniciar un bowl para sus ligas, pero la Power Five conferences "prefería jugar ante otros rivales un bowl". La NCAA puso una restricción a los partidos de campeonato, incluyendo bowl, en Carolina del Sur debido a la presentación de la nueva bandera confederada en los terrenos de State House, leantada en julio de 2015. Los organizadores del Medal of Honor Bowl, un "juego de estrellas", anunciaron su intento de sancionar a la NCAA con un tradicional bowl donde estarían equipos de la FBS, en diciembre de 2016. Sin embargo en abril de 2016 la NCAA anunció una moratoria de tres años para nuevos bowl.
En junio de 2018 la NCAA indicó que al área del Grand Strand se le aprobó un bowl. El Myrtle Beach Bowl fue anunciado en noviembre de 2018 por ESPN Events, con la participación de 3 conferencias: Sun Belt Conference, Conference USA (C-USA) y Mid-American Conference (MAC). Durante la temporada 2017–18, había tres equipos elegibles para un bowl pero no lo consiguieron porque todos los espacios ya estaban cubiertos: Western Michigan y Buffalo de la MAC, y UTSA de la C-USA.
El bowl inició en la temporada 2020–21 con el partido entre North Texas de la C-USA y Appalachian State de la Sun Belt.

## Resultados

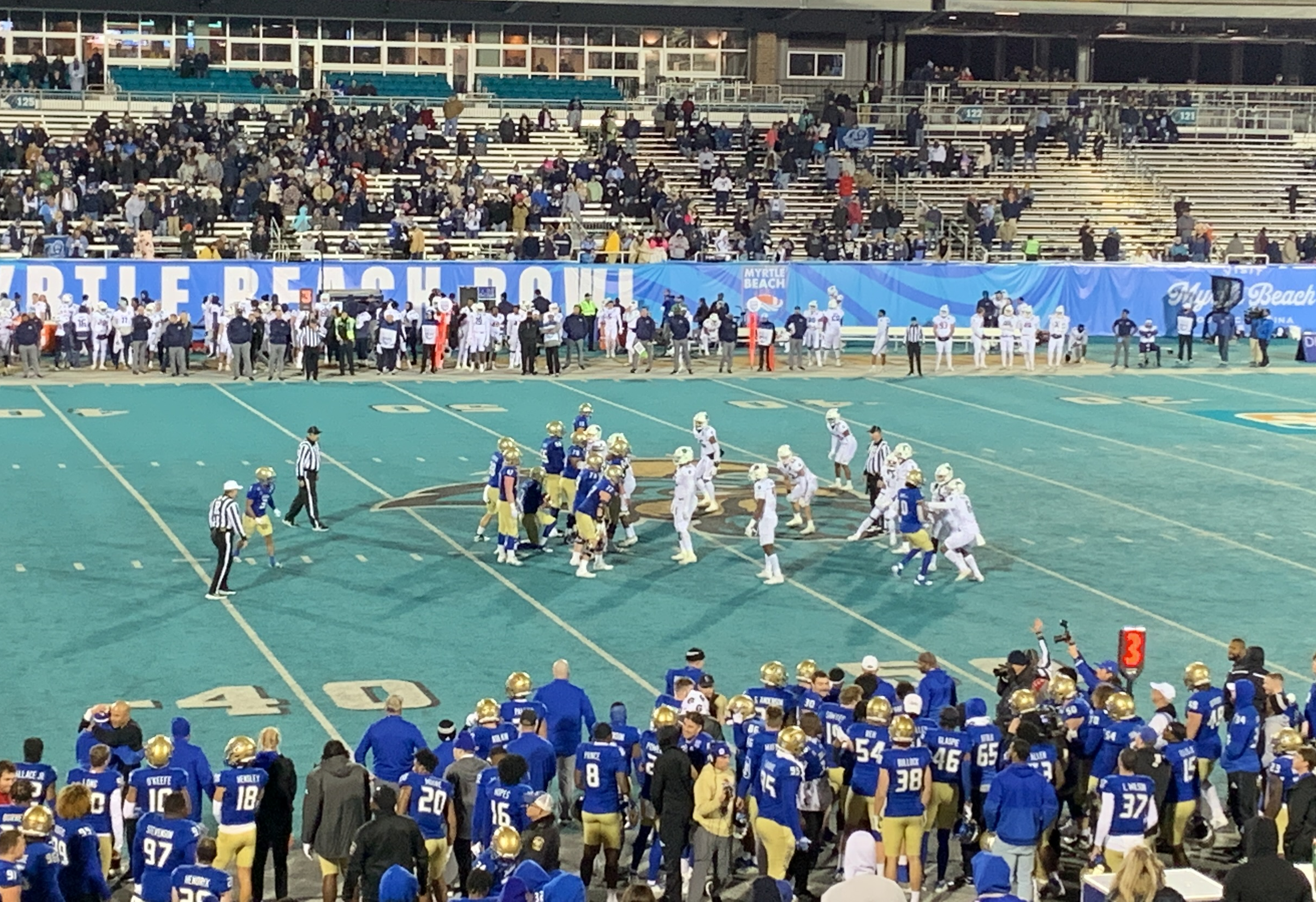
El quarterback de Tulsa Davis Brin puso la rodilla al final de partido de la edición 2021.

| Año  | Campeón           | Campeón | Finalista    | Finalista | Asistencia |
| ---- | ----------------- | ------- | ------------ | --------- | ---------- |
| 2020 | Appalachian State | 56      | North Texas  | 28        | 5000       |
| 2021 | Tulsa             | 30      | Old Dominion | 17        | 6557       |

## Participaciones

### Por Equipo
| #  | Equipo            | Apariciones | Record |
| -- | ----------------- | ----------- | ------ |
| T1 | Appalachian State | 1           | 1–0    |
| T1 | Tulsa             | 1           | 1–0    |
| T1 | North Texas       | 1           | 0–1    |
| T1 | Old Dominion      | 1           | 0–1    |

### Por Conferencia
| Conferencia  | Récord | Récord | Récord | Récord  | Apariciones | Apariciones |
| Conferencia  | J      | G      | P      | Ganados | Perdidos    |             |
| ------------ | ------ | ------ | ------ | ------- | ----------- | ----------- |
| C-USA        | 2      | 0      | 2      |         | 2020, 2021  |             |
| Sun Belt     | 1      | 1      | 0      | 2020    |             |             |
| The American | 1      | 1      | 0      | 2021    |             |             |

## Jugador Más Valioso
| Año  | Nombre          | Equipo            | Posición | Ref.   |
| ---- | --------------- | ----------------- | -------- | ------ |
| 2020 | Camerun Peoples | Appalachian State | RB       | [ 11 ] |
| 2021 | Davis Brin      | Tulsa             | QB       | [ 12 ] |

## Récords
| Equipo                             | Record vs. Rival                                                                    | Año       |
| ---------------------------------- | ----------------------------------------------------------------------------------- | --------- |
| Más Puntos Anotados                | 56, Appalachian State vs. North Texas                                               | 2020      |
| Menos Puntos Permitidos            | 17, Old Dominion vs. Tulsa                                                          | 2021      |
| Mayor victoria                     | 28, Appalachian State vs. North Texas                                               | 2020      |
| First downs                        | 35, Tulsa vs. Old Dominion                                                          | 2021      |
| Yardas Totales                     | 638, Appalachian State vs. North Texas                                              | 2020      |
| Yardas Terrestres                  | 502, Appalachian State vs. North Texas                                              | 2020      |
| Yardas Aéreas                      | 285, Tulsa vs. Old Dominion                                                         | 2021      |
| Más Puntos Anotados (perdedor)     | 28, North Texas vs. Appalachian State                                               | 2020      |
| Más Puntos en Conjunto             | 84, Appalachian State vs. North Texas                                               | 2020      |
| Menos Yardas Permitidas            | 247, Old Dominion vs. Tulsa                                                         | 2021      |
| Menos Yardas Terrestres Permitidas | 71, Old Dominion vs. Tulsa                                                          | 2021      |
| Menos Yardas Aéreas Permitidas     | 136, North Texas vs. Appalachian State                                              | 2020      |
| Individual                         | Nombre (Equipo)                                                                     | Año       |
| Puntos Anotados                    | 30, Camerun Peoples (Appalachian State)                                             | 2020      |
| Yardas Terrestres                  | 319, Camerun Peoples (Appalachian State)                                            | 2020      |
| Yardas Aéreas                      | 285, Davis Brin (Tulsa)                                                             | 2021      |
| Yardas por Recepción               | 131, Austin Ogunmakin (North Texas)                                                 | 2020      |
| Touchdowns Totales                 | 5, Camerun Peoples (Appalachian State)                                              | 2020      |
| Pases de Touchdown                 | 2, compartido con: Jason Bean (North Texas) Davis Brin (Tulsa)                      | 2020 2021 |
| Touchdowns Terrestres              | 5, Camerun Peoples (Appalachian State)                                              | 2020      |
| Recepciones de Touchdown           | 2, compartido con: Henry Pearson (Appalachian State) Loronzo Thompson (North Texas) | 2020      |
| Recepciones                        | 8, Josh Johnson (Tulsa)                                                             | 2021      |
| Tackleadas                         | 13, compartido con: Jason Henderson (Old Dominion) R'Tarriun Johnson (Old Dominion) | 2021      |
| Tackleadas para Pérdida            | 3, compartido con: Nick Hampton (Appalachian State) Jordan Young (Old Dominion)     | 2020 2021 |
| Capturas                           | 1.0, varios; más reciente: Jordan Young (Old Dominion) Jaxon Player (Tulsa)         | 2021      |
| Intercepciones                     | 1, compartido con: Steven Jones (Appalachian State) LJ Wallace (Tulsa)              | 2020 2021 |
| Jugadas Largas                     | Récord, Nombre, Equipo                                                              | Año       |
| Touchdown Terrestre                | 70 yds., Marcus Williams Jr. (Appalachian State)                                    | 2020      |
| Pase de Touchdown                  | 34 yds., Austin Ogunmakin (North Texas)                                             | 2020      |
| Regreso de Kickoff                 | 100 yds., LaMareon James (Old Dominion)                                             | 2021      |
| Regreso de Despeje                 | 10 yds., Upton Stout (North Texas)                                                  | 2020      |
| Regreso de Intercepción            | 63 yds., Steven Jones (Appalachian State)                                           | 2020      |
| Despeje                            | 52 yds., Bernardo Rodriguez (North Texas)                                           | 2020      |
| Gol de Campo                       | 35 yds., Zack Long (Tulsa)                                                          | 2021      |